# Saint-Crépin (Charente-Maritime)
Saint-Crépin is een gemeente in het Franse departement Charente-Maritime (regio Nouvelle-Aquitaine) en telt 217 inwoners (1999). De plaats maakt deel uit van het arrondissement Saint-Jean-d'Angély.

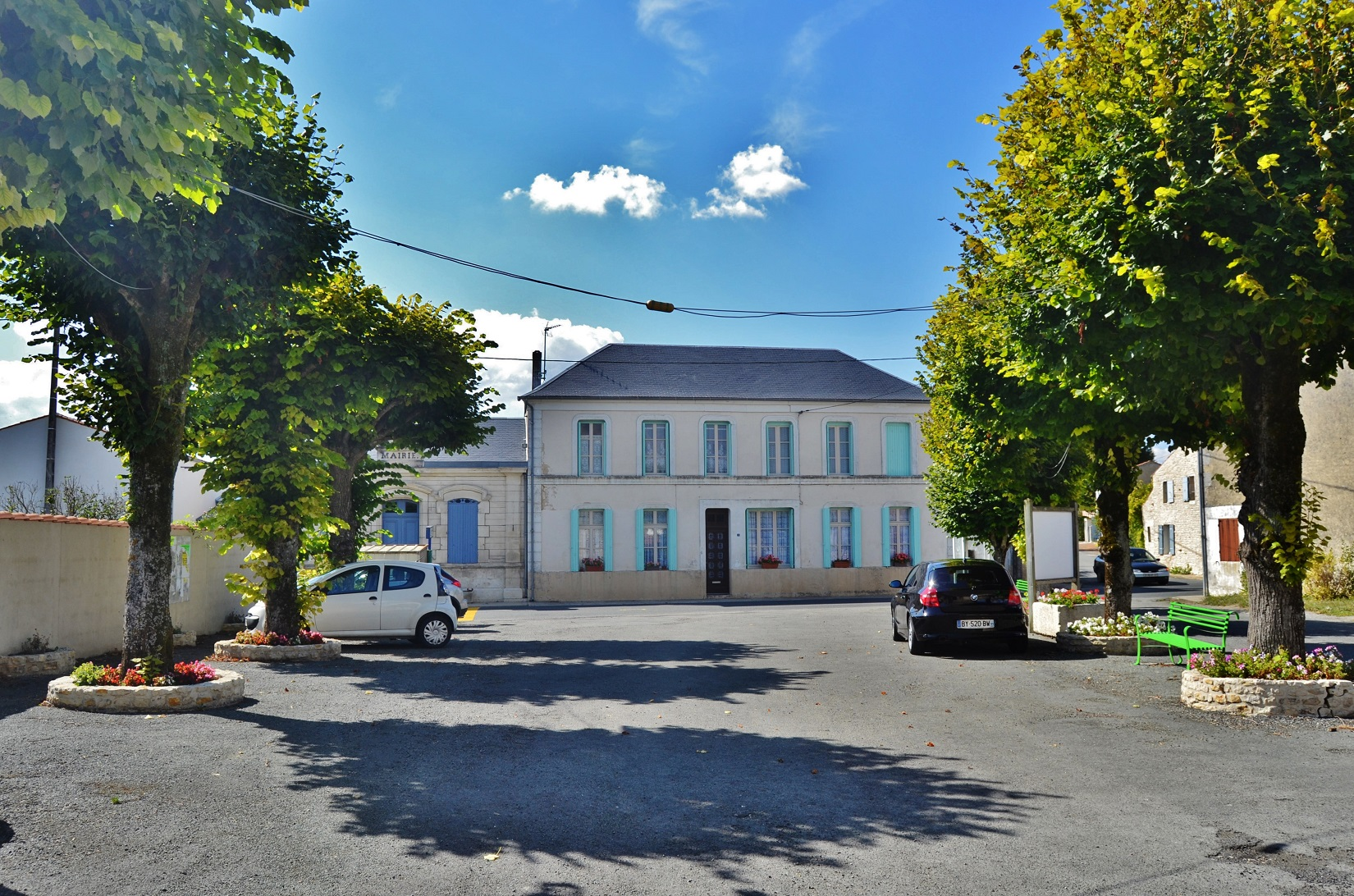
Gemeentehuis

## Geografie
De oppervlakte van Saint-Crépin bedraagt 13,9 km², de bevolkingsdichtheid is 15,6 inwoners per km².
De onderstaande kaart toont de ligging van Saint-Crépin (Charente-Maritime) met de belangrijkste infrastructuur en aangrenzende gemeenten.

## Demografie
Onderstaande figuur toont het verloop van het inwonertal (bron: INSEE-tellingen).